# Gniozdowskie osiedle wiejskie
Gniozdowskie osiedle wiejskie (ros. Гнёздовское сельское поселение) – jednostka administracyjna (osiedle wiejskie) wchodząca w skład rejonu smoleńskiego w оbwodzie smoleńskim w Rosji.
Centrum administracyjnym osiedla wiejskiego jest wieś (ros. деревня, trb. dieriewnia) Nowyje Batieki.

## Geografia
Powierzchnia osiedla wiejskiego wynosi 17,86 km², a główną rzeką jest Dniepr.

## Historia
Osiedle powstało na mocy uchwały obwodu smoleńskiego z 28 grudnia 2004 r. (z późniejszymi zmianami w uchwale z dnia 29 kwietnia 2006 roku).

## Demografia
W 2010 roku osiedle wiejskie zamieszkiwało 3513 mieszkańców.

## Miejscowości
W skład jednostki administracyjnej wchodzi 16 wsi: Głuszczenki, Gniozdowo, Dacznaja-1, Dacznaja-2, Jermaki, Ładyżycy, Niwiszczi, Nowoje Kuprino, Nowosielcy, Nowyje Batieki, Rakitnia-1, Rakitnia-2, Romy, Sipaczi, Staryje Batieki, Staroje Kuprino.